# Južna Afrika (regija)
██ Južna Afrika (UN-ova subregija)
██ geografski, uključujući gore
██ Južnoafrička zajednica za razvoj (Southern African Development Community)
Južna Afrika je najjužnija regija afričkoga kontinenta čija se definicija razlikuje u geografiji i geopolitici. Unutar regije se nalaze brojni teritoriji - uključujući Republiku Južnu Afriku, zemlju nasljednicu Južnoafričke Republike (Transvaalske Republike).

## Definicije i uporaba
Na UN-ovoj shemi geografskih regija pet zemalja koje čine Južnu Afriku su:
- Bocvana
- Lesoto
- Namibija
- Južnoafrička Republika
- Esvatini

Zemlje koje se često ubrajaju u ovu regiju su:
- Angola – također uključena u Srednju Afriku
- Mozambik i Madagaskar – također uključeni u Istočnu Afriku
- Malavi, Zambija i Zimbabve – ponekad uključeni u Južnu Afriku, a nekada u Srednjoafričku Federaciju Rodezija i Njasa
- Komori, Mauricijus, Sejšeli, Mayotte i Réunion – maleni otočni teritoriji u Indijskom oceanu istočno od afričkog kopna

Demokratska Republika Kongo i Tanzanija, iako se obično smatraju srednjoafričkom odnosno istočnoafričkom zemljom, ponekad se ubrajaju u Južnu Afriku. Apropos, Južnoafrička zajednica za razvoj (Southern African Development Community) osnovana je 1980. godine radi olakšavanja suradnje u regiji, a okuplja sve gore navedene zemlje osim Komora (ukupno broji 15 članica).
Termin Južna Afrika se također koristio za označavanje Republike Južne Afrike i "nezavisnih" bantustana koji su ponovo uključeni u Republiku Južnu Afriku nakon završetka apartheida 1994. godine.
Drugo zemljopisno određivanje regije kao dijela Afrike koji se nalazi južno od rijeka Cunene i Zambezi – to jest, Južna Afrika, Lesoto, Svazi, Namibija, Bocvana, Zimbabve i južna polovica Mozambika. Definicija se najuobičajenije koristi u Republici Južnoj Africi.

## Geografija
Teren Južne Afrike je vrlo raznolik, te se proteže od šuma i travnjaka do pustinja. Regija osim planina obuhvaća i nisko položene obale.
Južna Afrika je područje koje obiluje dijamantima i mineralima poput zlata, platine i uranija.

## Povijest i ekonomija
Regija se razlikuje od ostatka Afrike po svojim glavnim izvoznim proizvodima dijamantima, zlatu i uraniju, ali također sliči Africi jer dijeli neke probleme zajedničke ostatku kontinenta. Dok je kolonijalizam tijekom povijesnog toka ostavio svoj pečat na regionalni razvitak, najveći faktori koji danas sprječavaju ekonomski rast su siromaštvo, korupcija i HIV/AIDS. Provedba ekonomske i političke stabilnosti, koju demonstrira i SADC, važan je dio regionalnih ciljeva.

## Kultura i ljudi
Južna Afrika je dom mnogim kulturama i ljudima. Neka afrička plemena na ovom području uključuju narode Zulu, Xhosa, Ndebele, Tswana, Pedi, Venda, Sotho, Ndebele, San i Tsonga (iako je ova lista daleko od one iscrpne). Proces kolonizacije i naseljivanja rezultirao je u značajnijoj populaciji europskih i indijskih potomaka u mnogim južnoafričkim zemljama.

## Vanjske poveznice
Sestrinski projekti
|  | Zajednički poslužitelj ima još gradiva o temi Južna Afrika (regija) |